# Abort, Retry, Fail?
 (mars 2024).
Si vous disposez d'ouvrages ou d'articles de référence ou si vous connaissez des sites web de qualité traitant du thème abordé ici, merci de compléter l'article en donnant les références utiles à sa vérifiabilité et en les liant à la section « Notes et références ».
Albums de White Town
Socialism, Sexism & Sexuality
(1994) Women in Technology
(1997)
Abort, Retry, Fail? est un maxi sorti en 1996 par White Town. Le titre du maxi est inspiré du message d’erreur DOS « Abort, Retry, Fail? ». Cela évoque les problèmes que le groupe avait quand un ordinateur a planté lors de la production de la piste.
Il a été classé en première place des ventes au Royaume-Uni.

## Liste des titres
1. Your Woman – 4:18
2. Give Me Some Pain - 4:23
3. Theme for a Mid-Afternoon Game Show - 2:48
4. Theme for a Late-Night Documentary About the Dangers of Drug Abuse - 6:08

Le maxi est sorti une fois en quatre pistes et une autre fois par deux singles de deux titres. 
La trompette d’une chanson intitulée My Woman et a été présenté dans le Pennies 1978 BBC TV Show From Heaven.[pas clair]